# Locomotiva FS E.491
Le E.491 e le E.492 sono state le versioni, rispettivamente merci e viaggiatori, del primo gruppo di locomotive elettriche a corrente alternata monofase a 25 kV costruito in Italia per le Ferrovie dello Stato negli anni ottanta, in previsione dell'elettrificazione a corrente alternata delle linee della Sardegna.
A causa dell'annullamento del progetto, nessun mezzo dei due gruppi è mai entrato in servizio attivo.
Le E.491 ed E.492 vennero prodotte da un consorzio denominato "TEAM" (Trazione Elettrica Alternata Monofase), di cui facevano parte Fiat Ferroviaria e Ansaldo Trasporti. Nel gruppo erano presenti anche WABCO-Westinghouse Compagnia Italiana Freni e Keller.

## Storia
Negli anni settanta le Ferrovie dello Stato intrapresero un vasto piano di svecchiamento del materiale di trazione. Le linee a elettrificazione trifase ancora esistenti furono convertite a corrente continua e iniziò lo studio di rotabili di trazione a corrente alternata a frequenza industriale standard di 50 Hertz.
Tale tecnologia era una novità per l'Italia, dove l'elettrificazione era tradizionalmente a 3 kV in corrente continua, ma era già affermata in vari stati dell'Europa occidentale e in uso in alcuni stati dell'est europeo con buoni risultati in termini d'efficienza. Allo scopo di sperimentare il sistema a 25 kV monofase, innovativo per la rete italiana, si decise di procedere all'elettrificazione della linea dorsale della Sardegna a corrente alternata in quanto isolata del tutto dal resto della rete ferroviaria dello Stato.
Le locomotive di questa serie vennero progettate in modo da poter impiegare soluzioni tecniche già in uso nelle nuove locomotive elettroniche a corrente continua delle FS e in grado di circolare senza restrizioni per i raggi di curvatura più stretti o di destinazione d'uso.
Per le prove delle E.491 ed E.492 venne elettrificato a 25 kV il tratto, della Ferrovia Civitavecchia-Orte, compreso tra Civitavecchia e Aurelia, che venne dismesso e ristrutturato per l'occasione.
L'ordine venne emesso ufficialmente il 14 maggio 1983, per una commessa totale di 25 veicoli divisi in due gruppi con rapporti di trasmissione diversi, uno per il traffico pesante (E.491) e una per il traffico veloce (E.492).
A metà settembre 1986, la prima E.491 venne consegnata per le prove in linea, mentre la E.492.001, in ottobre dello stesso anno, compiva prove meccaniche in linea.
Dopo i test dinamici di rito al traino di altre motrici, le E.491.001, 004, 005 e la E.492.001 furono messe alla prova sulla tratta laziale nei pressi di Civitavecchia, dove si dimostrarono adatte al servizio. Furono quindi traghettate in Sardegna, pronte alle prove operative su quelle che avrebbero dovuto essere le loro linee.
Nel 1989 il progetto di elettrificazione subì una battuta di arresto. Gli orientamenti politici mutati e i tagli governativi di spesa indussero l'amministrazione delle FS a bloccare i lavori quando era già stata realizzata la tratta Cagliari-Decimomannu. Nonostante il taglio degli ulteriori investimenti, che bloccava sine die il progetto, la consegna delle locomotive e l'esborso delle somme per il pagamento proseguì.
Le locomotive restarono inattive ed accantonate senza aver svolto servizio; in seguito vennero riportate sul continente e trasferite, rimorchiate, da deposito in deposito, rispettivamente a Foligno, Napoli e Rimini.
La leggerezza con cui il progetto venne prima finanziato e poi cancellato rappresentò, dal punto di vista commerciale, un totale fallimento, nonostante agli inizi apparisse promettente. I rotabili, pur non rivoluzionari, utilizzavano tecniche avanzate, ma la mancanza di linee alimentate a corrente alternata a 25 kV le condannò all'inattività totale. Dopo una lunga fase di indecisione, fu tentata la vendita alla SNCF, che dopo qualche prova declinò l'offerta; in seguito vennero presi contatti con le ferrovie della Turchia.
Nel 2000, una trattativa con le ferrovie bulgare arrivò vicina alla conclusione, ma alla fine sfumò. Nel 2001 si concluse con un nulla di fatto un analogo tentativo con le ferrovie ungheresi.
Tra fine agosto e inizio settembre 2003, la locomotiva E.492.004 fu impiegata alla trazione di un treno merci, alimentata dalla linea aerea a 25 kV 50 Hz della linea AV/AC Roma-Napoli, in occasione delle corse di prova del sistema ERTMS, ma la mancanza di rodaggio e la lunga inattività della locomotiva, ferma da tempo nel deposito di Foligno, causarono ben presto una grave avaria che ne determinò l'esclusione dalle prove e il successivo accantonamento nel febbraio 2004.

### L'epilogo
Dopo numerosi tentativi di cessione andati a vuoto, nel corso del 2008, l'intero lotto di 25 locomotive avrebbe dovuto essere rilevato tramite gara alla ditta Friulexport di Trieste per un totale complessivo di 6.700.000 €. Nel gennaio 2007, la Friulexport d.o.o, costituita a Niš (Serbia) aveva acquistato, dall'Agenzia delle privatizzazioni del governo serbo, tre storiche aziende industriali di Niš, la MIN Lokomotiva a.d, la MIN Vagonka a.d e la MIN Specijalna Vozila a.d., che operano nel settore della produzione e della riparazione di materiale rotabile ferroviario (carri e locomotive). Sembrò che potessero essere avviate alla riqualificazione e utilizzate sulla rete serba a 25kV o su altre reti a 25kV di paesi adiacenti.
Nel maggio 2011 si ebbe notizia della vendita alla società di demolizioni Billfinger Berger di Bari di 9 unità.
Tra il 14 settembre e il 18 ottobre 2016, ulteriori 8 unità furono inviate a San Giuseppe di Cairo per la demolizione; anche le altre rimaste ebbero lo stesso destino.
A novembre 2016, la E.491.011 fu acquisita dalla Fondazione FS per essere preservata dalla demolizione già precedentemente prevista, quindi conservata come rotabile storico.

## Tecnica
Le E.491/492 erano figlie del patrimonio di conoscenze acquisito all'estero dai costruttori e dell'esperienza derivata dal progetto delle E.632/633, praticamente contemporanee.
La cassa e l'aspetto estetico erano molto simili alle E.632 Tigre, ma ne venne realizzata una versione corta abbandonando il rodiggio B'B'B', poco flessibile per adattarsi alle curve strette, realizzandone una versione a due carrelli (B'o B'o).
La "perdita" di un carrello incrementò la massa per asse di queste macchine che raggiunse le 21 tonnellate, contro le 18 delle Tigre: il valore elevato venne tuttavia ritenuto non penalizzante in vista dell'adeguamento dell'armamento.
Le E.491/492 mutuarono dalle E.632/633 il concetto di cassa modulare, che venne evoluto con lo spostamento all'esterno dei portelli di manutenzione e con l'aggiunta di numerose griglie di aerazione e prese d'aria per le parti elettromeccaniche. La parte superiore della cassa era leggermente ribassata, per consentire un miglior alloggiamento per il pantografo in posizione ritratta. Venne scelto un pantografo monobraccio Faiveley, considerato più affidabile rispetto a quelli a quadro articolato.
Fu studiato uno schema colori estremamente insolito, composto di bianco, giallo e rosso, totalmente diverso dalle livree in uso (allora suddivise per destinazione di servizio e non ancora unificate). La livrea, così come l'aspetto estetico, fu commissionata al famoso designer Giorgetto Giugiaro.
I due carrelli su cui poggia la cassa sono costruiti con struttura ad anello chiuso, composti da due travi curve saldate sulla parte centrale del carrello. La sospensione primaria è realizzata con coppie di molle, mentre l'ammortizzazione della cassa è compiuta con due coppie di molle flexicoil. Allo scopo di limitare i movimenti di "serpeggio" sono stati montati quattro appositi smorzatori. Ogni carrello monta due motori, gestiti in parallelo dall'impianto elettrico di bordo con regolazione per induzione ed in grado di mantenere automaticamente la velocità di marcia impostata. Il moto è trasmesso alle ruote mediante un "riduttore" a due ingranaggi il cui rapporto determina la velocità massima del rotabile; il gruppo è contenuto in un carter e lavora "a bagno d'olio". La forza di trazione dai carrelli alla cassa è applicata mediante "aste di trazione" poste tra la traversa mediana del carrello e un castelletto solidale alla cassa.
L'alimentazione è data da un trasformatore monofase, della potenza complessiva di 4.366 kVA, con un avvolgimento primario e 8 avvolgimenti secondari di cui quattro dedicati al circuito di trazione allo scopo di alimentare i due motori per carrello. Gli altri tre avvolgimenti secondari alimentano il circuito di riscaldamento carrozze (REC), i servizi ausiliari e l'eccitazione di campo dei motori.
Il trasformatore opera a bagno d'olio al silicone a ricircolazione per raffreddamento. I quattro motori del tipo MTC783/43 possono erogare poco più di 870 kW l'uno; sono del tipo a 8 poli con avvolgimenti compensatori e ad eccitazione indipendente. Tali motori in seguito sono stati utilizzati anche sulle E.454 prototipo (altro progetto rimasto senza seguito).
Il banco di manovra delle locomotive è costruito secondo il modello "unificato" già implementato per le E.633/632. Il comando del freno continuo adottato è quello Oerlikon FV4. Dal punto di vista della sicurezza, le E.491/492 montarono il classico sistema FS di ripetizione del segnale in cabina a 4 codici. Questo sistema tuttavia ha rivelato in seguito esser affetto da problemi di interferenza delle apparecchiature a corrente alternata della locomotiva con il sistema dei segnali. Il tachigrafo di bordo adottato è il modello "Locopar".
L'alimentazione dei servizi ausiliari di bordo avviene per mezzo di due convertitori statici; ciascun ramo alimenta un compressore di aria azionato da un motore trifase.
Le locomotive sono dotate di impianto di telecomando a 78 poli e predisposte per l'impianto ZMS a 13 poli per l'utilizzo in doppia trazione.
Per migliorare gli standard di affidabilità, tutti i sistemi sono dotati di impianti ridondanti.